# Big Coppitt Key
Big Coppitt Key ist ein census-designated place (CDP) im Monroe County im US-Bundesstaat Florida. Das U.S. Census Bureau hat bei der Volkszählung 2020 eine Einwohnerzahl von 2.869 ermittelt.

## Geographie
Der CDP Big Coppitt Key beinhaltet neben der gleichnamigen Hauptinsel auch die Inseln Geiger Key und Shark Key, die den Florida Keys angehören. Er liegt am Overseas Highway (U.S. 1, SR 5) und befindet sich etwa 10 km von Key West und 230 km von Miami entfernt.

### Klima
Das Klima ist mild und warm, mit einem leichten stetigen Wind. Statistisch regnet es in den Sommermonaten an durchschnittlich 30 % der Tage, wenn auch nur kurzfristig. Die höchsten Temperaturen sind im Mai bis Oktober, mit bis zu 33 °C. Die kältesten Monate von Dezember bis Februar mit durchschnittlich nur 12 °C. Schneefall ist in der Region nahezu unbekannt.

## Demographische Daten
Laut der Volkszählung 2010 verteilten sich die damaligen 2458 Einwohner auf 1413 Haushalte. Die Bevölkerungsdichte lag bei 682,8 Einw./km². 90,4 % der Bevölkerung bezeichneten sich als Weiße, 4,3 % als Afroamerikaner, 0,2 % als Indianer und 2,1 % als Asian Americans. 0,6 % gaben die Angehörigkeit zu einer anderen Ethnie und 2,5 % zu mehreren Ethnien an. 21,3 % der Bevölkerung bestand aus Hispanics oder Latinos.
Im Jahr 2010 lebten in 24,3 % aller Haushalte Kinder unter 18 Jahren sowie 23,0 % aller Haushalte Personen mit mindestens 65 Jahren. 61,2 % der Haushalte waren Familienhaushalte (bestehend aus verheirateten Paaren mit oder ohne Nachkommen bzw. einem Elternteil mit Nachkomme). Die durchschnittliche Größe eines Haushalts lag bei 2,31 Personen und die durchschnittliche Familiengröße bei 2,78 Personen.
18,4 % der Bevölkerung waren jünger als 20 Jahre, 24,4 % waren 20 bis 39 Jahre alt, 36,2 % waren 40 bis 59 Jahre alt und 20,9 % waren mindestens 60 Jahre alt. Das mittlere Alter betrug 45 Jahre. 54,6 % der Bevölkerung waren männlich und 45,4 % weiblich.
Das durchschnittliche Jahreseinkommen lag bei 59.318 $, dabei lebten 8,0 % der Bevölkerung unter der Armutsgrenze.
Im Jahr 2000 war Englisch die Muttersprache von 83,58 % der Bevölkerung und spanisch sprachen 16,42 %.

## Wirtschaft
Eine nennenswerte Industrie gibt es nicht. Die hauptsächlichen Beschäftigungszweige sind: Ausbildung, Gesundheit und Soziales (14,9 %), Handel / Einzelhandel (10,9 %), Kunst, Unterhaltung, Nahrungsmittel, Restaurants (16,2 %), Öffentliche Verwaltung (11,4 %).